# Orlen Unipetrol
Orlen Unipetrol, a.s. – czeski holding rafineryjny.
Jest spółką akcyjną, której 100% udziałów należy do PKN Orlen. W skład grupy Unipetrol wchodzi m.in. rafineria Paramo, 400 stacji Benzina.
Unipetrol (od 2021 r. „Orlen Unipetrol”) jest spółką akcyjną, zajmującą się przetwarzaniem ropy naftowej oraz produkcją, dystrybucją i sprzedażą paliw i produktów petrochemicznych – w szczególności tworzyw sztucznych i nawozów – w Czechach i Europie Środkowej. Jest jedynym przetwórcą ropy naftowej w Czechach i zalicza się do dziesięciu największych czeskich firm pod względem wysokości sprzedaży. Firma powstała w 1994 r., a od 2004 r. wchodzi w skład Grupy PKN Orlen. Do Unipetrolu zostały stopniowo włączone spółki Kaučuk, Chemopetrol, Benzina, Paramo, Koramo (w 2003 roku połączone z Paramo), Česká rafinérská, Unipetrol Trade, Spolana i Unipetrol Rafinérie. Do Grupy Unipetrol należą rafinerie i zakłady produkcyjne w Litvínovie i Kralupach nad Vltavou, spółka Paramo – właściciel marki Mogul w Pardubicach i Kolínie, neratovicka spółka Spolana oraz dwa centra badawcze w Litvínovie i Brnie. Unipetrol posiada największą w Czechach sieć stacji benzynowych Benzina, tworzoną przez 406 stacji benzynowych.
Od 3 lipca 2019 r. Prezesem Zarządu spółki jest Tomasz Wiatrak.

## Historia Grupy Unipetrol
Historia obecnej grupy Unipetrol sięga do roku 1939, kiedy to – po zajęciu przez III Rzeszę Kraju Sudetów – została rozpoczęta przez Niemców budowa fabryki chemicznej STW w Záluží koło Litvínova, mającej produkować benzynę lotniczą z węgla. W latach 1975–1976, po znacznej rozbudowie zakładu, uruchomiono produkcję polipropylenu i polietylenu, a w 1979 r. instalację do produkcji etylenu. Dwa lata później zakończono budowę nowej rafinerii Litvínov (NRL). Rok 1993 upłynął pod znakiem restrukturyzacji przemysłu rafineryjno-petrochemicznego oraz ówczesnego Chemopetrolu, który został później włączony do Unipetrolu.
Spółka Unipetrol została założona w 1994 r. przez Fundusz Majątku Narodowego. Był to jeden z etapów prywatyzacji czeskiego przemysłu petrochemicznego. W 1996 r. rafinerie należące do spółek Chemopetrol w Litvínovie i Kaučuk w Kralupach zostały włączone do firmy Česká rafinérská.

### Prywatyzacja
W 2001 r. rząd Miloša Zemana podjął decyzję o rozpoczęciu prywatyzacji większościowego udziału skarbu państwa. Pomimo tego, że międzyresortowa komisja prywatyzacyjna zaleciła jako zwycięzcę procesu brytyjską spółkę Rotch Energy, która zaoferowała 444 miliony euro (wówczas ok. 14,5 miliarda CZK), w grudniu 2001 r. rząd podjął decyzję o sprzedaży udziałów czeskiej spółce Agrofert za 361 milionów euro (wówczas ok. 11,7 miliarda CZK). Agrofert nie wywiązał się jednak ze zobowiązania do zapłacenia tej ceny i złożył wniosek o rozwiązanie umowy prywatyzacyjnej. W listopadzie 2002 r. rząd Vladimíra Špidly podjął decyzję o ogłoszeniu nowego przetargu.
W styczniu 2004 r. w ramach przetargu prywatyzacyjnego swoje oferty wstępne złożyło siedem spółek lub konsorcjów. Spośród sześciu ważnych ofert zostały odrzucone oferty słowackiej Penta Finance, rosyjskiego Tatnieftu i kazachskiej spółki państwowej KazMunaiGas (która zaoferowała najwyższą górną granicę ceny w zakresie 9–16 mld CZK). Do węższego wyboru rząd zakwalifikował jedynie wstępne oferty polskiej spółki PKN Orlen (wspieranej przez Agrofert), węgierskiej firmy MOL oraz ofertę Shella. Ostateczną ofertę złożył wyłącznie PKN Orlen – 11,3 mld CZK za 63% udział w Unipetrolu i 1,7 mld CZK za wierzytelności ČKA wobec spółek Unipetrolu. Oferta ta została przyjęta w kwietniu 2004 r., a proces sprzedaży został zakończony w 2005 r.

## Stan obecny
W kwietniu 2015 r. została pomyślnie zakończona transakcja nabycia 32,445% udziału w firmie Česká rafinerská od spółki Eni International B. V. Dzięki temu Unipetrol stał się jedynym akcjonariuszem spółki Česká rafinerská.
W grudniu 2015 r. spółka Unipetrol RPA, reprezentowana na rynku detalicznym przez markę Benzina, zawarła umowę ze spółką OMV o przejęciu jej 68 stacji benzynowych na terenie Czech.
W ramach restrukturalizacji Grupy Unipetrol pod koniec 2015 r. doszło do połączenia spółek Unipetrol RPA i Benzina pod wspólną nazwą Unipetrol RPA. Benzina zaczęła działać jako wyodrębniona jednostka organizacyjna tego przedsiębiorstwa.
W czerwcu 2016 r. spółka Unipetrol RPA podpisała umowę kupna akcji spółki Anwil, uzyskując dzięki temu 100% udziałów spółki Spolana.

## Odpowiedzialność społeczna i sponsoring
W 2016 r. Unipetrol RPA założył Fundację Unipetrol, której działalność ukierunkowana jest na wsparcie edukacji chemicznej i technicznej. Unipetrol od dłuższego czasu wspiera rozwój szkolnictwa i regionów, w których prowadzi działalność. Wraz ze swoimi pracownikami spółka wspiera finansowo organizacje non-profit i domy dziecka, organizując zbiórkę darów „Spełnione marzenia”. Od 2011 r. firma przyznała tego typu instytucjom ponad 1,5 miliona koron. Kolejne miliony przekazane zostały gminom z otoczenia firmy. Środki finansowe są wykorzystywane przez gminy na rozwój infrastruktury i działalność w sferze socjalnej, kulturalnej, społecznej i sportowej.
Długoletnią tradycją cieszy się zarybianie rzek Bíliny i Łaby. Od 2010 r. wędkarze wraz z Unipetrolem wypuścili do tych rzek ponad 4500 kilogramów narybku. Do Łaby w pobliżu pobliskiej córki-spółki, Spolany Neratovice, trafiło w 2013 r. ponad 2000 kg narybku.  We współpracy z organizacją ekologiczną Alka Wildlife Unipetrol opiekuje się sokołami wędrownymi, które co roku gnieżdżą się na kominach w zakładach produkcyjnych w Litvínovie, Kralupach nad Vltavou i Neratovicach. Od 2018 r. na terenie starego zakładu produkującego czekoladę i sacharynę w Spolanie Neratovice umieszczane są ule pszczele. Wyśmienita jakość miodu kwiatowego potwierdzona została przez akredytowane laboratorium Pszczelarskiego Instytutu Badawczego.
Od 2002 r. Unipetrol jest partnerem strategicznym Wyższej Szkoły Chemiczno-Technologicznej w Pradze. W 2015 r. zostało założone Centrum Uniwersyteckie WSzCHT Praga – Unipetrol z siedzibą w kompleksie produkcyjnym Unipetrolu w Litvínovie, oferujące studia na poziomie licencjackim i magisterskim. Unipetrol wspiera również finansowo uczniów szkół średnich, w szczególności szkołę Schola Humanitas w Litvínovie i EDUCHEM w  Mezibořu koło Litvínova.
Nauka i badania
Unipetrol kładzie nacisk na badania i rozwój w branży rafineryjnej i petrochemicznej. Współpracuje z wieloma krajowymi i zagranicznymi specjalistycznymi placówkami naukowymi i komercyjnymi. W skład Grupy Unipetrol wchodzą dwa centra badawczo-rozwojowe, których działalność skoncentrowana jest na produktach rafineryjnych (Litvínov) i petrochemicznych (Brno).
UniCRE – http://www.unicre.cz/
W 2014 r. na terenie zakładów chemicznych w Litvínově powstało Unipetrol výzkumně vzdělávací centrum, a.s. (UniCRE – Centrum Badawczo-Rozwojowe Unipetrol). Jego działalność łączy w sobie badania, edukację i praktykę przemysłową, nawiązując w ten sposób do niemal 70-letniej tradycji badań w obszarze technologii chemicznych, prowadzonych w Litvínovie oraz Uściu nad Łabą. Nowoczesne pomieszczenia i wysokiej jakości sprzęt służą nie tylko badaczom, ale również studentom Centrum Uniwersyteckiego Wyższej Szkoły Chemiczno-Techniczej w Pradze. Poprzez swoją działalność badawczą i edukacyjną UniCRE ułatwia wdrażanie wiedzy z obszaru badawczego do praktyki i wyraźnie wspiera poziom edukacji w regionie Uścia nad Łabą.
PIB – http://www.polymer.cz/
Wyodrębniona jednostka organizacyjna Polymer Institut Brno  (PIB)  ma statut organizacji badawczej, rozwojowej i produkcyjnej, działającej na podstawie kontraktów. Oprócz działalności badawczo-rozwojowej zajmuje się także produkcją koncentratów dodatków do tworzyw sztucznych (koncentratów barwiących, koncentratów stabilizatorów, kompozytów specjalistycznych, materiałów o obniżonej palności, substancji antystatycznych, nukleacyjnych, poślizgowych, wypełniaczy itd.), sprzedażą polimerów oraz usługami informacyjnymi i konsultingowymi.

## Spółki-córki
Do spółek-córek Unipetrolu należą:
1. Unipetrol RPA, s.r.o. (100%)

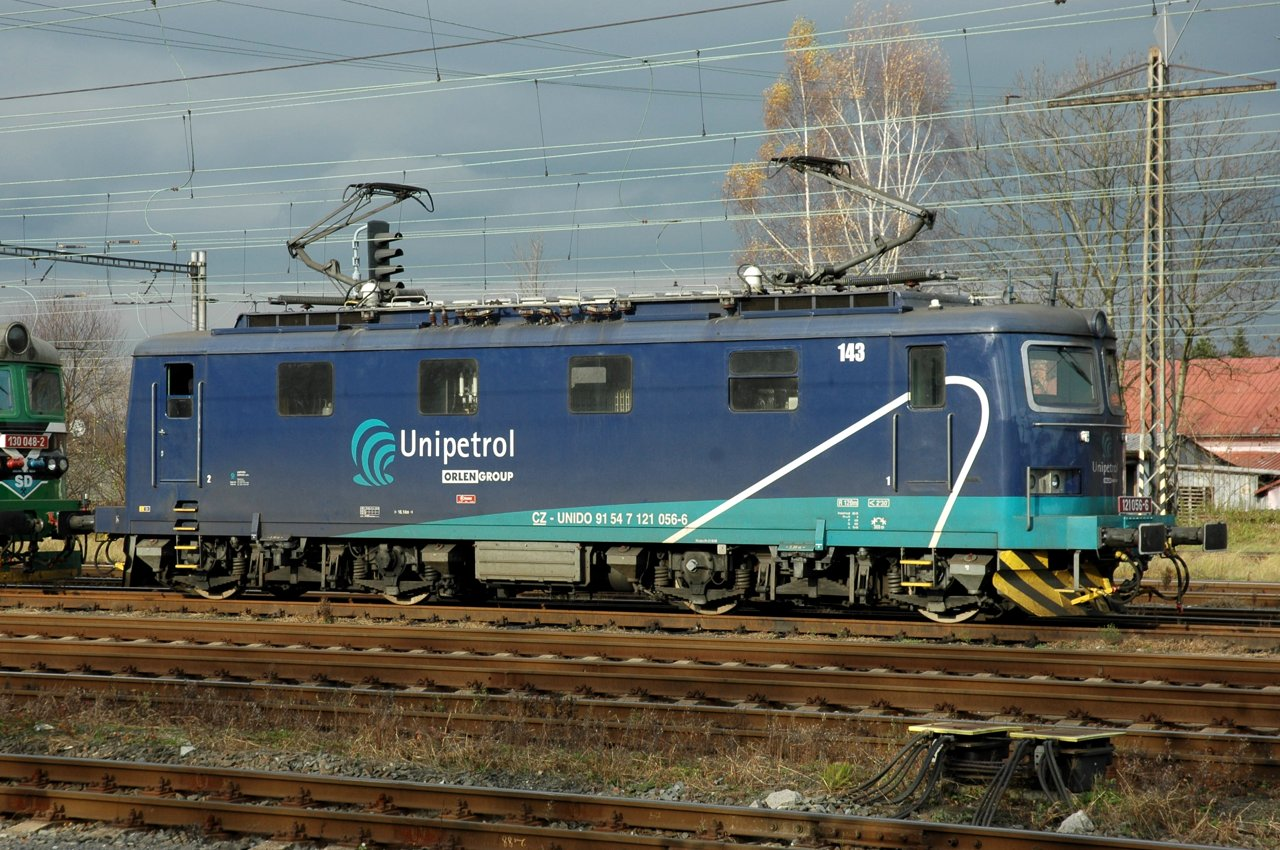
Elektrowóz serii 121 Unipetrolu Doprava

2. Unipetrol RPA, s.r.o. – RAFINÉRIE, odštěpný závod
3. Unipetrol RPA, s.r.o. – Benzina, odštěpný závod
4. Unipetrol RPA, s.r.o. – POLYMER INSTITUTE BRNO, odštěpný závod
5. HC Verva Litvínov, a.s.
6. Spolana a.s.
7. Unipetrol RPA Hungary Kft.
8. Petrotrans, s.r.o.
9. Unipetrol Doprava, s.r.o.
10. Unipetrol Slovensko s.r.o.
11. Universal Banka, a.s.
12. Unipetrol Deutschland GmbH